# Peter Williams (natation)
Pour les articles homonymes, voir Peter Williams.
Peter Rowan Williams, né le 20 juin 1968 à Port Elizabeth, est un nageur sud-africain.

## Carrière
Peter Williams bat le record du monde de natation messieurs du 50 mètres nage libre à Indianapolis le 10 avril 1988, mais, parce qu'il était originaire d'Afrique du Sud, un pays banni par le Comité international olympique à cause de l'apartheid, la Fédération internationale de natation ne reconnait pas le temps comme un record du monde officiel. Après la fin de l'apartheid, il peut enfin participer à des compétitions internationales ; il dispute les Jeux olympiques d'été de 1992, terminant notamment quatrième de la finale du 50 mètres nage libre.
Il est médaillé de bronze du 50 mètres nage libre aux Jeux du Commonwealth de 1994 à Victoria. Il remporte ensuite la médaille d'or du 50 mètres nage libre aux Jeux africains de 1995 à Harare,.